# 聖若昂 (伯南布哥州)

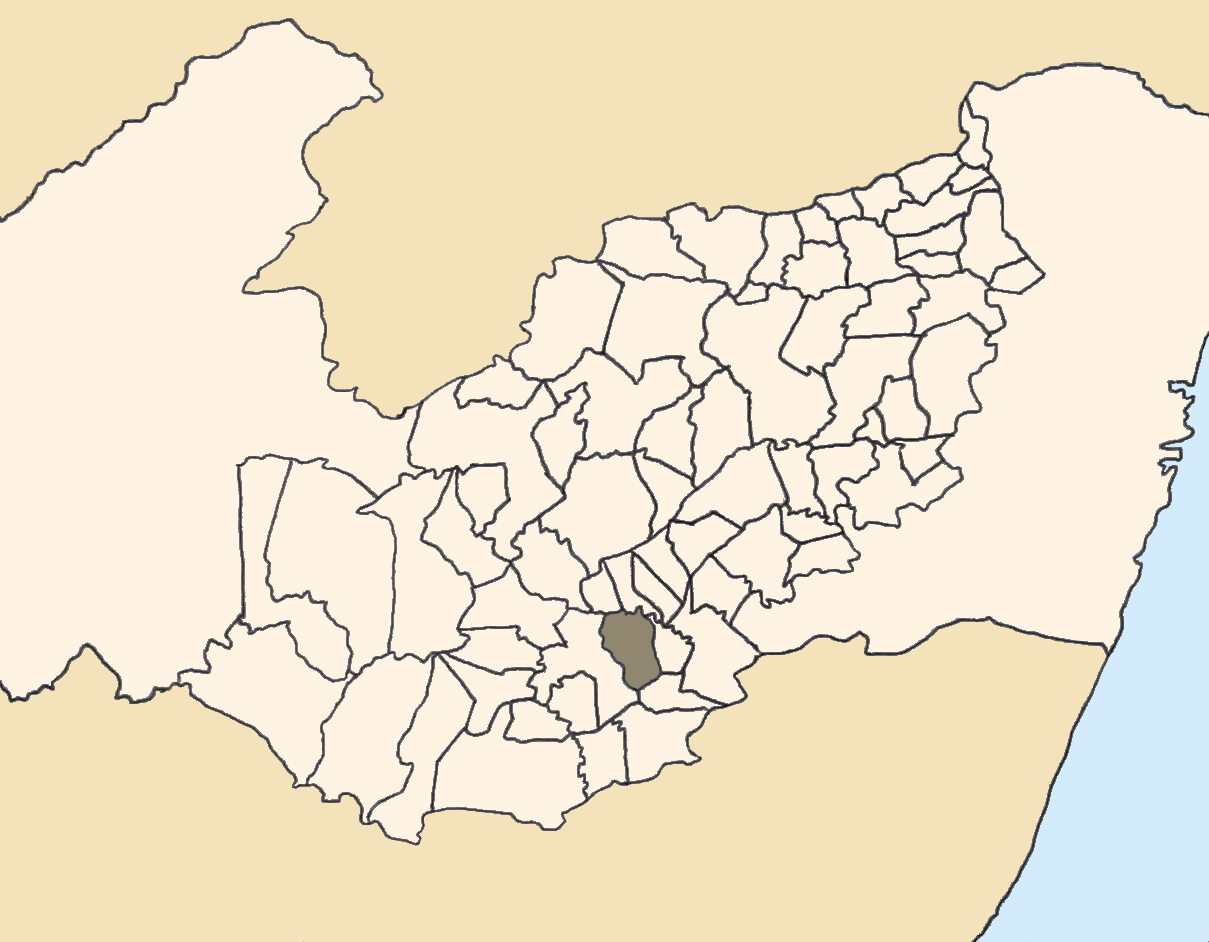

聖若昂（葡萄牙語：São João），是巴西的城鎮，位於該國東北部，由伯南布哥州負責管轄，始建於1958年，面積244平方公里，海拔高度716米，2014年人口22,284，人口密度每平方公里91.16人。
8°52′33″S 36°22′01″W / 8.87583°S 36.36694°W